# 漢諾弗 (伊利諾伊州)
漢諾弗（英語：Hanover）是位於美國伊利諾伊州喬戴維斯縣的一個村落。

## 地理
漢諾弗的座標為42°15′22″N 90°16′50″W / 42.25611°N 90.28056°W，而該地最高點為海拔高度191米（即627英尺）。

## 人口
根據2010年美國人口普查的數據，漢諾弗的面積為2.91平方千米，當中陸地面積為2.91平方千米，而水域面積為0.00平方千米。當地共有人口844人，而人口密度為每平方千米290人。